# Brøchner Hotels
Brøchner Hotels er en dansk hotelvirksomhed baseret i København, Danmark, og ejer både boutique hoteller og et hostel i Aarhus.

## Historie
Brøchner Hotels blev grundlagt i 1982, da Einer Honoré købte Hotel Kong Arthur til sin datter og svigersøn Søster og Hans Brøchner-Mortensen, der opgav deres drøm som sygeplejerske og tømrer for at drive hotellet. Hotel Kong Arthur blev udvidet fra 50 til 107 værelse i 1989 og med konferencefaciliteter i 1992. Brøchner Mortensen købte Ibsens Hotel på hjørnet af Frederiksborggade og Nansensgade i 1997 og udvidede det året efter.
I 2009 overdrog Hans og Bergliot Brøchner-Mortensen virksomheden til deres børn Søren og Kirsten Brøchner-Mortensen.
I 2013 fik Søren og hans hustru Mette Brøchner-Mortensen fuldt ejerskab af det eksisterende firma mens Hotel Kong Arthur og Ibsens Hotel blev overført til firmaet Arthur Hotels, der var ejet af Kirsten Brøchner-Mortensen.

## Hoteller og hostel
- Hotel Danmark
- Hotel SP34
- Avenue Hotel Copenhagen
- Hotel Ottilia
- BOOK1 Design Hostel (åbner 2020)